# Natalie Grams

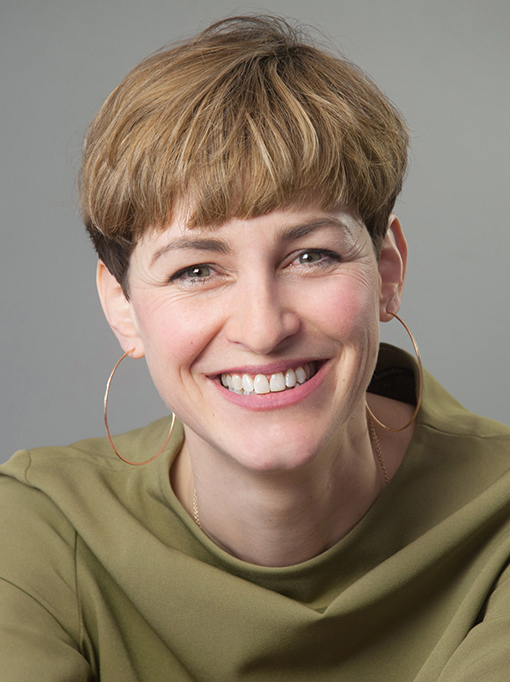
Natalie Grams (2018)

Natalie Grams (* 12. April 1978) ist eine deutsche Ärztin, Autorin und Influencerin im Bereich gesundheitlicher und medizinischer Aufklärung auf wissenschaftlicher Basis. Sie wurde aufgrund ihres 2015 erschienenen homöopathiekritischen Buchs Homöopathie neu gedacht – Was Patienten wirklich hilft bundesweit bekannt, insbesondere, weil sie bis dahin praktizierende Homöopathin gewesen war. Von Januar 2017 bis April 2020 war sie als Kommunikationsmanagerin der Gesellschaft zur wissenschaftlichen Untersuchung von Parawissenschaften (GWUP) tätig. Sie gehört seit Mai 2017 dem Beirat der Giordano-Bruno-Stiftung und seit Februar 2020 dem Beirat des Hans-Albert-Instituts an. Von Oktober 2017 bis November 2023 war Natalie Grams ehrenamtlich Vizepräsidentin des Humanistischen Pressediensts (hpd) e. V.

## Leben
Grams wuchs in Bayern auf, schloss die Schule 1997 mit dem Abitur ab und studierte anschließend Humanmedizin an der Uni München, der TU München und an der Ruprecht-Karls-Universität Heidelberg, wo sie 2005 ihre Approbation erlangte. 2007 wurde Grams an der Universität Zürich zum Thema Qualitätsvergleich von Traditionellen Chinesischen Arzneimitteln promoviert. Bis 2009 war sie Teilzeit-Assistenzärztin am Agaplesion Bethanien Krankenhaus Heidelberg im Bereich Geriatrie und Palliativmedizin.
Ab dem Jahr 2004 begann Grams zusätzliche Ausbildungen in der Traditionellen Chinesischen Medizin und der Homöopathie. 2011 erhielt sie von der Landesärztekammer Baden-Württemberg die ärztliche Zusatzbezeichnung Homöopathie. Von 2009 bis 2015 war sie rein homöopathisch privatärztlich tätig.
Im Mai 2015 erschien im Springer Verlag ihr Buch Homöopathie neu gedacht – Was Patienten wirklich hilft, in dem sie grundlegende Kritik an der Homöopathie als spezifischer Arzneimitteltherapie äußert. Im gleichen Jahr hat sie ihre homöopathische Tätigkeit aufgegeben. Gegenwärtig ist Grams in der Strategieberatung für den Gesundheitssektor, in der Wissenschaftskommunikation und als freie Autorin tätig.
Im Februar 2024 gab Grams öffentlich bekannt, an Long COVID erkrankt zu sein. Später wurde bei ihr Myalgische Enzephalomyelitis/Chronisches Fatigue-Syndrom (ME/CFS) diagnostiziert.

## Kritische Position zu Homöopathie/Pseudomedizin
Grams ist eine Exponentin des öffentlichen kritischen Diskurses zum Thema Homöopathie und Pseudomedizin. Als praktizierende homöopathische Ärztin wurde Grams von den Journalisten Christian Weymayr und Nicole Heißmann für die Recherchen zu deren Buch Die Homöopathie-Lüge (erschienen 2012) interviewt. Die homöopathiekritische Haltung des dann erschienenen Buches führten Grams zu dem Vorhaben, eine Replik aus homöopathischer Sicht zu verfassen.
Die Recherchen hierzu und die intensive Befassung mit wissenschaftlichen Ergebnissen zur Homöopathie führten bei Grams zu einer Revision ihrer eigenen Ansichten. Das dann im Mai 2015 erschienene Buch Homöopathie neu gedacht – was Patienten wirklich hilft wurde deshalb nicht die geplante Verteidigungsschrift, sondern eine kritische Auseinandersetzung mit der Homöopathie. Dies betrifft insbesondere den Anspruch der Homöopathie, eine spezifische Arzneimitteltherapie zu sein.
Dies führte für Grams zu der persönlichen Konsequenz der Aufgabe ihrer eigenen homöopathischen Privatpraxis und damit ihrer bisherigen wirtschaftlichen Existenz. Grams erklärte, Patienten keine Therapien mehr anbieten zu wollen, hinter denen sie nicht voll und ganz stehen könne. Sie begründet dies mit der wissenschaftlichen Beleglage, die es nicht rechtfertige, Homöopathie als spezifisch wirksame Arzneimitteltherapie zu betrachten (siehe auch „Marburger Erklärung“). Sie erörtert zwar positive Aspekte des homöopathischen Settings, das in gewisser Weise auf einer niedrigen psychologischen Hemm- und Eintrittsschwelle im Sinne einer „sprechenden Medizin“ dem Patienten Hilfe durch Zuwendung biete, führt auch aus, dass eine Weiterexistenz einer medizinisch verorteten Therapie allenfalls auf einer solchen Basis denkbar sei. Dieser Aspekt ist jedoch von der homöopathischen Szene nicht aufgegriffen, sondern zurückgewiesen worden, was im Vorwort zur 2. Auflage von „Homöopathie neu gedacht“ von Grams selbst als „Verfehlen der ursprünglichen und ehrlich gemeinten Absicht, eine Brücke zwischen der Homöopathie und ihren Kritikern zu bauen“, bezeichnet wird. Dieses Verfehlen der ursprünglichen Absicht habe sie zu einer noch intensiveren Befassung mit dem Problemkreis Homöopathie geführt und ihren Blick auf weitere Fehlentwicklungen im Gesundheitsbereich erweitert. Vom Festhalten der homöopathischen Szene am Vorliegen einer spezifischen Arzneimitteltherapie wird der nach wie vor anhaltende Diskurs wesentlich bestimmt.
Die Resonanz auf Grams’ Wandel von der praktizierenden Homöopathin zur exponierten Kritikerin der Methode in Printmedien, Rundfunk und Fernsehen war ein wesentlicher Faktor für die Intensivierung des öffentlichen Diskurses über Homöopathie seit 2015. Einer der Schwerpunkte von Grams’ Kritik ist die Erstattung homöopathischer Leistungen durch gesetzliche Krankenkassen, Beiträge dazu erschienen von ihr u. a. bei Vice und bei Bento.
Über Grams’ Tätigkeit wurde auch im europäischen Ausland berichtet. Ein von Grams gemeinsam mit dem Philosophen Nikil Mukerji verfasster Übersichtsartikel erschien in der Zeitschrift Gehirn&Geist, wurde bei ZeitOnline übernommen und erschien in Übersetzung auch in der spanischen Schwesterzeitschrift von Gehirn&Geist „Investigacion y scienca“. In der Zeitschrift „Science et Pseudo-Science“ der französischen Skeptikergesellschaft AFIS erschien 2018 eine Reportage zu Grams und ihren homöopathiekritischen Aktivitäten. Von der französischen Ausgabe des Nachrichtendienstes 20minutes wurde sie zur Homöopathiekritik im Oktober 2017 interviewt. Für eine vom italienischen Sender RAI3 produzierte TV-Dokumentation zur Homöopathie im Rahmen der Sendereihe „Presa diretta“ gab sie im März 2018 ebenfalls ein Experteninterview. Im außereuropäischen Ausland erschien 2021 ein Artikel über Grams in „Bloomberg Businessweek“.
Grams sieht die von ihr als Exponentin vertretene Kritik an der Homöopathie im Besonderen und an Methoden und Mitteln der Pseudomedizin ohne Evidenz im Allgemeinen als Teil eines Weges zu einer insgesamt „besseren Medizin“, die wissenschafts- und patientenorientiert im Gesundheitssystem zu verankern sei. Ein wesentlicher Aspekt dabei sei, die Voraussetzungen für eine verstärkte Zuwendung zum Patienten in der täglichen ärztlichen und klinischen Praxis zu schaffen, die die Wahrnehmung einer insofern defizitären Medizin bei den Patienten und damit einen wesentlichen Grund für die Hinwendung zu scheinbaren Alternativen beseitige.

## Gesundheits- und medizinbezogene Aufklärungsarbeit
Die Intention eines "Plädoyers für eine insgesamt bessere Medizin" über die Kritik an Homöopathie und Pseudomedizin hinaus bestimme auch ihr 2017 erschienenes zweites Buch „Gesundheit - Ein Buch nicht ohne Nebenwirkungen“, ebenso wie ihr 2020 erstmals erschienenes und 2022 erweitert und überarbeitet neu aufgelegtes drittes Buch „Was wirklich wirkt - Kompass durch die Welt der sanften Medizin“. Demzufolge erheben deren Inhalte den Anspruch, einen verständlichen Einblick in erweiterte gesundheitliche Zusammenhänge und in die Struktur des deutschen Gesundheitswesens zu geben. Besonderes Anliegen ist ihr, die Prinzipien der evidenzbasierten Medizin und des wissenschaftlichen Denkens allgemeinverständlich einer breiteren Öffentlichkeit zu vermitteln.
Grams sieht dementsprechend ihre Aufklärungsarbeit in Artikeln, Kolumnen, Podcasts, Interviews und in den Sozialen Medien mit wechselnden Schwerpunkten als Beitrag zu einer breiten gesundheitlichen und medizinischen Aufklärung zur Steigerung von Gesundheitskompetenz an. So war Grams in den Pandemiejahren seit 2020 schwerpunktmäßig mit Informationen zum SARS-CoV-2-Virus, der Covid19-Erkrankung und ihrer Prävention, insbesondere Impfungen, in den sozialen Medien präsent. In ihren Kolumnen und Podcasts findet sich ein breit gefächertes Spektrum gesundheitsrelevanter Themen, die sie unter den Begriff „echt gute Medizin“ subsumiert.
Gemeinsam mit Eckart von Hirschhausen moderierte Grams das interaktive Informationsangebot „Impf-O-Mat“, das am 29. März 2022 im Rahmen der Impfkampagne „Dranbleiben-BW“ der Landesregierung Baden-Württemberg aufgelegt worden ist.
Seit April 2022 ist Grams ehrenamtliches Mitglied des „Team Halo“, einem Teil des von den Vereinten Nationen initiierten internationalen „Verified“-Projekts zur Verbreitung valider Informationen zur COVID-Pandemie. „Team Halo“ definiert für sich das Ziel, Bedenken und Fehlinformationen über Covid-19-Impfstoffe auszuräumen. Das Projekt sei schwerpunktmäßig auf die Nutzung der Sozialen Medien ausgerichtet.

## Aufklärung über Long COVID und ME/CFS
In einem Interview mit der FAZ vom 24. Februar 2024 machte Grams öffentlich, dass sie nach einer zweiten Infektion mit SARS-CoV-2 an Long COVID mit post-exertioneller Malaise (PEM) langfristig erkrankt ist. Sie wolle darauf aufmerksam machen, dass diese Erkrankung wegen ihrer erheblichen gesundheitlichen, sozialen und psychologischen Auswirkungen eine besondere Herausforderung sowohl für die behandelnden Ärzte als auch für das Gesundheitssystem darstelle. Besondere Defizite sah sie dabei in dem Umstand, dass die nach aktueller Forschung physiopathologischen Grundlagen der postviralen Erkrankung auch im therapeutischen Bereich nicht ausreichend geläufig seien, mit der Folge, dass Patienten als psychosomatische Fälle eingestuft und dadurch nicht, falsch oder gar kontraproduktiv behandelt würden. Sie greift damit auch Kritik aus dem fachmedizinischen Bereich auf.
Grams kritisierte seitdem auch in anderen Medien, dass Long-COVID-Betroffene und Betroffene der Myalgischen Enzephalomyelitis/des Chronischen Fatigue-Syndroms (ME/CFS) gesellschaftlich und medizinisch Unverständnis erleben würden. Ihrer Meinung nach hätten Ärzte eine „Wahrnehmungsschwäche“ gegenüber den Krankheiten. ME/CFS würde womöglich aus Abrechnungsgründen und wegen Vorurteilen gegenüber Frauen häufig falsch eingeordnet.
Im Juni 2024 begann Grams, auf dem Portal Instagram am Beispiel ihrer eigenen Erkrankung, die inzwischen als ME/CFS diagnostiziert worden war, Aufklärung über Long COVID und ME/CFS zu betreiben. Im August 2024 veröffentlichte sie das Aufklärungsbuch Entschuldigen Sie bitte, dass ich störe, aber wir müssen über Long COVID und ME/CFS reden. Aufgrund der Schwere ihrer Erkrankung diktierte sie die Inhalte mit geschlossenen Augen im Liegen.

## Weitere Aktivitäten
Gemeinsam mit dem Autor und Homöopathiekritiker Norbert Aust rief Grams 2016 das kritische Informationsnetzwerk Homöopathie – INH ins Leben, dessen Leitung sie bis April 2020 innehatte. Das vorrangige Anliegen des Informationsnetzwerkes ist die Verbreitung allgemeinverständlicher Informationen über die Homöopathie, ihre Hintergründe, ihre Grundlagen und ihre wissenschaftliche Bewertung als Gegenposition zum geringen Wissen dazu in der Allgemeinheit und der daraus folgenden Fehleinschätzungen.
Grams war bis 2020 Mitglied des „Münsteraner Kreises“, einer interdisziplinären Expertengruppe, die sich auf Initiative von Bettina Schöne-Seifert, Medizinethik-Professorin an der Westfälischen Wilhelms-Universität Münster (WWU) mit dem Ziel zusammengefunden hat, pseudomedizinische Methoden innerhalb der Gesundheitsversorgung der Bevölkerung kritisch zu betrachten. Grams ist Mitautorin von zentralen Publikationen des Münsteraner Kreises, des Münsteraner Memorandum Heilpraktiker und des Münsteraner Memorandum Homöopathie. Seit 2020 ist sie Mitglied im wissenschaftlichen Beirat des Hans-Albert-Instituts.
Im Rahmen der Fachtagung "Esoterik und Demokratie - Ein Spannungsverhältnis" der Bundeszentrale für politische Bildung im September 2022 hat Grams im Segment "Esoterik und Medizin" zum Thema "Homöopathie und Esoterik" referiert.
Zwischen Mai 2018 und Mai 2022 veröffentlichte Grams im zweiwöchigen Rhythmus bei Spektrum der Wissenschaft eine Kolumne unter dem Titel „Grams’ Sprechstunde“. Laut Impressum behandelte Grams dort „regelmäßig Entwicklungen und Probleme in ihrem Fachgebiet und beleuchtet dabei auch eklatante Missstände ihrer Zunft“. Ausgewählte Texte dieser Kolumne erscheinen auch in der Print- und Online-Publikation „Spektrum Gesundheit“. Seit Januar 2020 betrieb sie sie gemeinsam mit dem Medizinrechtler Christian Nobmann den Podcast „Grams’ Sprechstunde - Der Podcast für Recht gute Medizin“ auf Detektor.fm. Ab Februar 2021 führt sie die Podcast-Reihe unter dem Titel Grams’ Sprechstunde - Der Podcast für echt gute Medizin allein weiter. Im Februar 2024 teilte Grams mit, dass sie aufgrund ihrer ME/CFS-Erkrankung den Podcast auf bislang unbestimmte Zeit nicht weiterführen könne.

## Deaktivierung des Twitter-Accounts
Mit Wirkung vom 1. August 2022 hat Grams ihren langjährig für ihre Aufklärungsarbeit intensiv genutzten Twitter-Account mit mehr als 65.000 Followern deaktiviert. Sie stellt diese Entscheidung in einen Zusammenhang mit den Ereignissen um den mutmaßlichen Suizid der österreichischen Ärztin Lisa-Maria Kellermayr und der Reaktionen in den sozialen Medien darauf. Zur Begründung gab sie angesichts ihrer eigenen Erfahrungen mit Anfeindungen und Bedrohungen an, dass sie aufgrund der Eskalation von Hasspostings und vor dem Hintergrund der jüngsten Ereignisse derzeit keine Möglichkeit sehe, einen sinnvollen Diskurs auf sozialen Medienplattformen weiterzuführen. Sie werde jedoch weiterhin ihre Aufklärungsarbeit unter Nutzung anderer Optionen fortsetzen. Da ein sachlicher Diskurs in den Sozialen Medien nahezu unmöglich werde, erfordere laut Grams die Eskalation von Hassrede bis hin zu persönlicher Bedrohung ein aktives Tätigwerden sowohl der Social-Media-Plattformen als auch von Gesetzgebung, Exekutive und Justiz. Sie sehe dies als notwendig zum Schutz nicht nur persönlich Betroffener, sondern auch der freiheitlichen Gesellschaft an.

## Juristische Auseinandersetzung
Grams wurde im Mai 2019 von der Firma Hevert-Arzneimittel per Unterlassungserklärung aufgefordert, nicht mehr öffentlich zu behaupten, Homöopathie wirke „nicht über den Placeboeffekt hinaus“. Grams machte das Schreiben öffentlich und kündigte an, dieses nicht zu unterschreiben. Sie rechtfertigte dies damit, lediglich den Stand der Wissenschaft dargestellt zu haben. Der Fall löste erneut eine intensive Diskussion um den Sinn homöopathischer Behandlungen allgemein und die Sonderregeln im deutschen Arzneimittelrecht im Speziellen aus. Der Gesundheitspolitiker Karl Lauterbach kritisierte in diesem Zusammenhang das „Geschäft mit der vergeblichen Hoffnung der schwer Kranken“ und brachte ein Verbot der Kostenerstattung durch Krankenkassen ins Spiel. Auch Jan Böhmermann setzte sich in seiner Sendung Neo Magazin Royale in einem über 20-minütigen Beitrag kritisch mit dem Thema auseinander. Der Vorgang erregte auch Aufmerksamkeit im europäischen und außereuropäischen Ausland.

## Preis für Civil-Courage
Natalie Grams wurde am 31. Dezember 2020 von den Stiftern Hertha Beuschel-Menze und Frohmut Menze von der Stiftung zur Förderung der Civil-Courage mit dem erstmalig verliehenen „Preis für Civil-Courage“ in Höhe von 20.000 € ausgezeichnet. Aus der Begründung: „Frau Dr. Grams hat großen Mut und Civil-Courage bewiesen, denn sie hat nicht nur die Diskussion um die evidenzbasierte Medizin auf breiter Basis angestoßen, sie wurde auch in unglaublicher Weise angefeindet und verfolgt. Ihre Ehrlichkeit und ihr Glaube an die Wissenschaft führten dazu, eine finanziell sehr gut gehende Praxis aufzugeben. Dass sie dies durchgehalten hat, ohne einzuknicken und sich im Gegenteil wissenschaftlich immer weitere Bereiche erobert hat, sieht die Stiftung zur Förderung der Civil-Courage als einzigartig an und zeichnet Dr. Natalie Grams für diese Lebensleistung mit dem ersten Preis für Civil-Courage der Stiftung aus.“

## Schriften
- Homöopathie neu gedacht – Was Patienten wirklich hilft. Springer-Verlag, Berlin / Heidelberg 2015, ISBN 978-3-662-45336-0. Englischsprachige Ausgabe: „Homeopathy reconsidered - What Patients really helps“. Springer Nature Switzerland 2019, ISBN 978-3-030-00508-5[85]
- Gesundheit – Ein Buch nicht ohne Nebenwirkungen. Springer-Verlag, Berlin / Heidelberg 2018, ISBN 978-3-662-54798-4.
- Homeopathy - Where is the science? - A current inventory of a pre-scientific artifact. Grams N. (2019); EMBO Reports, e47761. doi:10.15252/embr.201947761
- Homöopathie und evidenzbasierte Medizin - Nutzen und potenzielle Risiken - Keinki C, Aust N, Grams N, Hübner J; Klinikarzt 2019; 48(01/02): 12 - 17. DOI: 10.1055/a-0842-0778
- Natalie Grams und Christian Lübbers: Warum Homöopathie keine Leistung der solidarisch finanzierten Krankenkassen sein sollte. In: WISO Direkt. Nr. 19, 2019. Friedrich-Ebert-Stiftung, ISBN 978-3-96250-422-9.
- Natalie Grams, Udo Endruscheit: Wie wissenschaftlich ist die Homöopathie? In: Forum Wissenschaft, Ausgabe 4/2019, Zeitschrift des Bundes demokratischer Wissenschaftlerinnen und Wissenschaftler (BdWi)
- Was wirklich wirkt – Kompass durch die Welt der sanften Medizin. 3. erweiterte und überarbeitete Auflage. Aufbau-Verlag, Berlin 2022, ISBN 978-3-7466-3934-5.
- Natalie Grams, Christian Lübbers, Bettina Frank, Udo Endruscheit: Informationsnetzwerk Homöopathie – Ein homöopathiekritischer Think Tank. In: David Matusiewicz (Hrsg.): Think Tanks im Gesundheitswesen — Deutsche Denkfabriken und ihre Positionen zur Zukunft der Gesundheit. Springer Gabler, Wiesbaden 2020, ISBN 978-3-658-29727-5, S. 143–154
- Natalie Grams, Udo Endruscheit: Medien und Homöopathie. In: Bundesgesundheitsblatt. 2. Dezember 2020, doi:10.1007/s00103-020-03255-z
- Natalie Grams: Impfbereitschaft und Homöopathie – eine übersehene Korrelation? Trillium Immunologie 4/2021, doi:10.47184/ti.2021.04.04
- Natalie Grams: Entschuldigen Sie bitte, dass ich störe, aber wir müssen über Long Covid und Me/Cfs reden, BoD Books on Demand, 2024, ISBN 9783759761194

## Auszeichnungen
- 2019: Goldener Blogger Award für den besten Twitter-Account Deutschlands[86]
- 2020: Preis für Civil-Courage der Stiftung zur Förderung der Civil-Courage[87]
- 2020: Negativpreis Auszeichnung für "unwissenschaftlichen Unsinn" der österreichischen Ärztegesellschaften für Homöopathie[88][89]
- 2021: Fellowship des Committee for Skeptical Inquiry (CFI)[90]